# Język nieniecki
Język nieniecki (język juracki) – język należący do języków samojedzkich (rodzina uralska), który jest ojczystym językiem Nieńców, zamieszkujących na północno-wschodnim krańcu Europy i przyległym doń północno-zachodnim krańcu Azji. Obszar ten wchodzi w skład głównie Nienieckiego Okręgu Autonomicznego i Jamalsko-Nienieckiego Okręgu Autonomicznego (Federacja Rosyjska).
Jest to najbardziej rozprzestrzeniony język samojedzki. Niemniej jego użycie zanika.